# Милетково
Милетково (мкд. Милетково) је насеље у Северној Македонији, у југоисточном делу државе. Милетково је насеље у оквиру општине Ђевђелија.

## Географија
Милетково је смештено у југоисточном делу Северне Македоније. Од најближег града, Ђевђелије, село је удаљено 15 km северно.
Село Милетково се налази у историјској области Бојмија. Село је на десној обали Вардара, у источном подножју планине Кожуф, на приближно 90 метара надморске висине. Источно од насеља је равница, а западно се издижу брда.
Месна клима је измењена континентална са значајним утицајем Егејског мора (жарка лета).

## Становништво
Милетково је према последњем попису из 2002. године имало 117 становника.
Већинско становништво у насељу су етнички Македонци.
Претежна вероисповест месног становништва је православље.